# Buin
Buín – miasto w Chile, położone w południowej części Regionu Metropolitalnego Santiago.

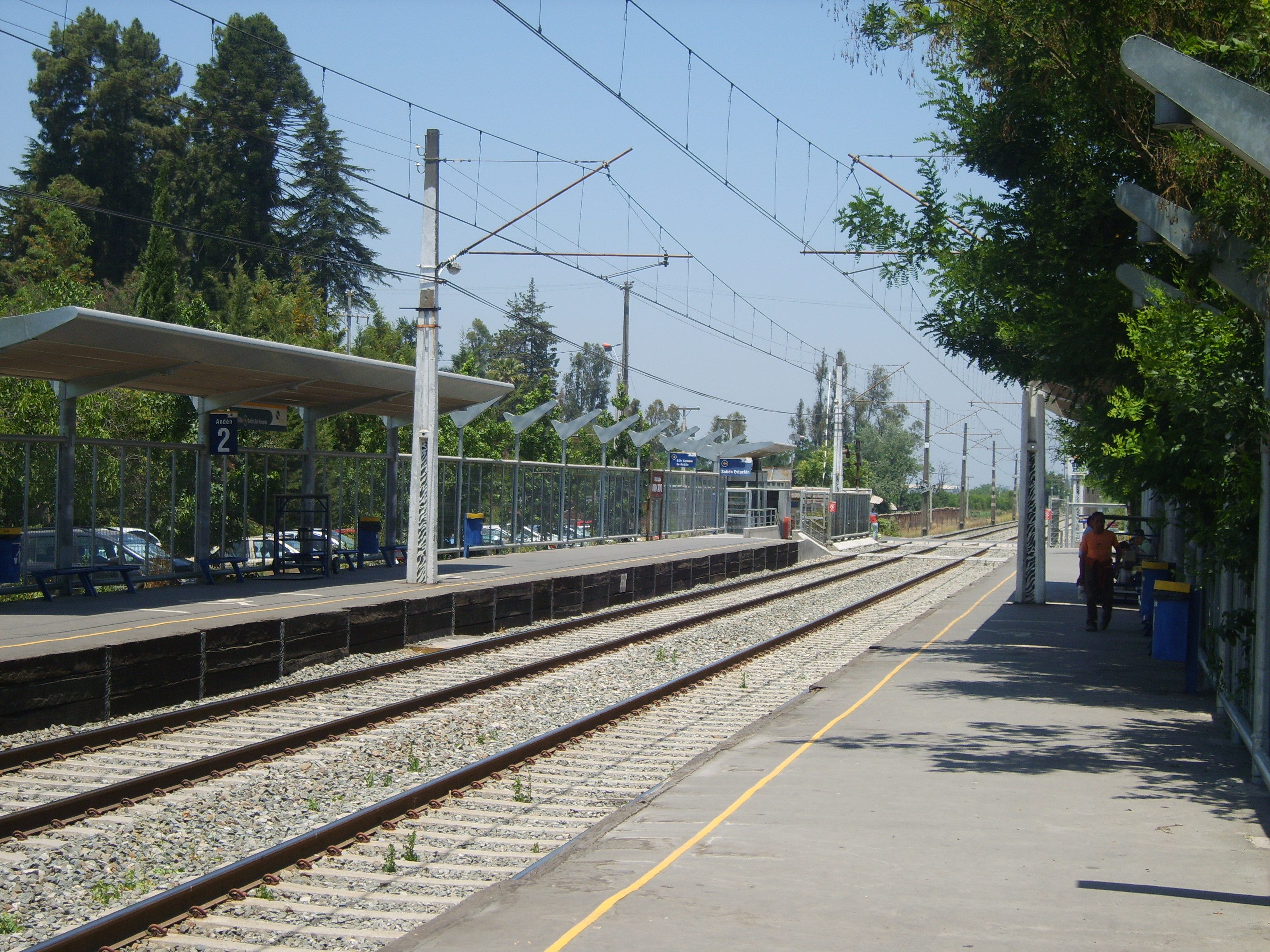
Stacja kolejowa Buin Zoo

## Opis
Miejscowość została założona w 14 lutego 1844 roku.Przez miasto przebiega Droga Panamerykańska RN5 i linia kolejowa.

## Atrakcje turystyczne
- Parque Zoologico[2] - ogród zoologiczny,
- Museo Andino[3] - muzeum

## Demografia
Źródło.